# 센티그레이드 (2020년 영화)
《센티그레이드》(영어: Centigrade)는 미국에서 제작된 브렌던 월시 감독의 2020년 생존 스릴러 영화이다. 제너시스 로드리게스, 빈센트 피아자 등이 출연하였고, 몰리 코너스 등이 제작에 참여하였다.

## 출연
- 제너시스 로드리게스
- 빈센트 피아자